# Casarrubios del Monte
Casarrubios del Monte és un municipi de la província de Toledo, a la comunitat autònoma de Castella la Manxa. Limita amb El Álamo i Batres, en la província de Madrid, i Carranque, El Viso de San Juan, Chozas de Canales, Camarena, Las Ventas de Retamosa, La Torre de Esteban Hambrán, Méntrida i Valmojado, a la de Toledo.

## Demografia
| 1996  | 1998  | 1999  | 2000  | 2001  | 2002  | 2003  | 2004  | 2005  | 2006  |
| ----- | ----- | ----- | ----- | ----- | ----- | ----- | ----- | ----- | ----- |
| 2.506 | 2.671 | 2.765 | 2.942 | 3.166 | 3.325 | 3.769 | 3.926 | 4.006 | 4.321 |

## Administración
| Període      | Nom de l'alcalde/-essa                                | Partit polític | Data de possessió |
| ------------ | ----------------------------------------------------- | -------------- | ----------------- |
| 1979 - 1983  | Luis Mayoral Serrano                                  | UCD            | 19/04/1979        |
| 1983 - 1987  | José Antonio García López                             | AP/PDP/UL      | 28/05/1983        |
| 1987 - 1991  | José Arroyo García                                    | PSOE           | 30/06/1987        |
| 1991 - 1995  | José Arroyo García                                    | PSOE           | 15/06/1991        |
| 1995 - 1999  | José Arroyo García (11/03/1997) Gabriel Pasero Arroyo | PSOE IU        | 17/06/1995        |
| 1999 - 2003  | José Arroyo García                                    | PSOE           | 03/07/1999        |
| 2003 - 2007  | María Teresa Paz Zarzuelo                             | PSOE           | 14/06/2003        |
| 2007 - 2011  | María Noemí López García                              | PP             | 16/06/2007        |
| 2011 - 2015  | n/d                                                   | n/d            | 11/06/2011        |
| 2015 - 2019  | n/d                                                   | n/d            | 13/06/2015        |
| 2019 - 2023  | n/d                                                   | n/d            | 15/06/2019        |
| Des del 2023 | n/d                                                   | n/d            | 17/06/2023        |